# Остојићево (Бијељина)
Остојићево (Свињаревац) је насељено мјесто у граду Бијељина, Република Српска, БиХ. Према попису становништва из 2013. године, у насељу је живјело 444 становника.

## Географија
Село Остојићево је смјештено у сјеверозападном дијелу општине Бијељина, на око 5 км од ријеке Саве и око 7 км од ријеке Дрине. Прије спровођења комасације и мелиорације, село је било испресијецано барама, трстеницима и рјечицама.

## Становништво
| Националност       | 1991.        | 1981.        | 1971.        |
| Срби               | 579 (97,31%) | 645 (95,83%) | 739 (98,66%) |
| Хрвати             | 2 (0,33%)    | 2 (0,29%)    | 1 (0,13%)    |
| Муслимани          | 1 (0,16%)    | 0            | 0            |
| Југословени        | 10 (1,68%)   | 21 (3,12%)   | 3 (0,40%)    |
| остали и непознато | 3 (0,50%)    | 5 (0,74%)    | 6 (0,80%)    |
| Укупно             | 595          | 673          | 749          |

| Демографија | Демографија | Демографија |
| Година      | Становника  | Становника  |
| ----------- | ----------- | ----------- |
| 1948.       | 765         |             |
| 1953.       | 787         |             |
| 1961.       | 777         |             |
| 1971.       | 749         |             |
| 1981.       | 673         |             |
| 1991.       | 595         |             |
| 2013.       | 444         |             |

## Религија
Црква Светога пророка Илије у селу Остојићево